# Inside the Fire
Inside the Fire (englisch für Innerhalb des Feuers) ist ein Lied der US-amerikanischen Metal-Band Disturbed. Es wurde am 25. März 2008 über Reprise Records veröffentlicht und ist die erste Single des vierten Studioalbums Indestructible. Bei den Grammy Awards 2009 wurde Inside the Fire in der Kategorie Best Hard Rock Performance nominiert.

## Inhalt
Inside the Fire ist ein Alternative-Metal-/Hard-Rock-Lied, das von den Bandmitgliedern Dan Donegan, David Draiman und Mike Wengren geschrieben wurde. Der Text ist in englischer Sprache verfasst. Inside the Fire ist 3:52 Minuten lang, wurde in der Tonart G-Dur geschrieben und weist ein Tempo von 94 BPM auf. Produziert wurde das Lied vom Gitarristen Dan Donagan. Aufgenommen wurde der Titel in den Groovemaster Studios in Chicago. Laut Sänger David Draiman basiert das Lied auf einer wahren Geschichte. Als er etwa 16 Jahre alt war beging seine damalige Freundin Selbstmord, was er rückblickend als „entsetzliche und schmerzhafte Erfahrung“ bezeichnete. Er hätte das Gefühl gehabt, dass der Teufel über ihm stünde und versuchen würden, ihn dazu zu bringen, ebenfalls Selbstmord zu begehen. Für David Draiman war es erlösend, das Lied zu schreiben. Da er hierfür eine gewisse Denkweise benötigte musste er lange warten, das Lied überhaupt schreiben zu können. Gitarrist Dan Donegan erklärte, dass Inside the Fire wohl der dunkelste Text ist, den David Draiman je geschrieben hätte.
Für das Lied wurde in Musikvideo gedreht, bei dem Nathan Cox Regie führte. Es beginnt mit einer kurzen Botschaft des Sängers David Draiman, bevor eine Nummer der Telefonseelsorge eingeblendet wird. Das eigentliche Video beginnt damit, dass sich eine Frau in ihrer Wohnung erhängt. Ihr von David Draiman gespielter Freund findet ihre Leiche und schneidet das Seil durch. Er überlegt kurz, ob er ebenfalls Selbstmord begehen sollte. Er wird jedoch gerettet, wird aber in einer Zwangsjacke in eine psychiatrische Klinik gebracht. Eine alternative Version des Videos lässt den Selbstmord aus. Die Szenen werden durch Aufnahmen der Band ersetzt.
Inside the Fire wurde für den Soundtrack des Videospiels Madden NFL 09 verwendet.

## Rezensionen
Neal Parsons vom Onlinemagazin The Skinny schrieb, dass Disturbed mit Inside the Fire musikalisch Fortschritte gemacht hätten. Die Band klänge „organischer“ und „weniger roboterhaft“ als auf den vorherigen Alben. Rezensent Bastian vom Onlinemagazin Metal.de bezeichnete Inside the Fire als „kleinen, aber sehr überzeugenden Vorgeschmack“ auf das Album.
Das Magazine Loudwire veröffentlichte im Juli 2015 eine Liste der 15 besten Lieder von Disturbed. Dabei belegte Inside the Fire Platz 14. Im August 2016 veröffentlichte das Magazin Louder Sound eine Liste der zehn besten Lieder von Disturbed, in der Inside the Fire Platz vier belegte.

## Kommerzieller Erfolg

### Chartplatzierungen
Inside the Fire erreichte Platz eins der Billboard Mainstream Rock Songs. Für die Band war es die zweite Nummer eins in diesen Charts, die nach Einsätzen im Radio ermittelt wird. Darüber hinaus erreichte das Lied noch Platz 18 der neuseeländischen, Platz 19 der finnischen, Platz 43 der australischen und Platz 60 der kanadischen Singlecharts.
| ChartsChartplatzierungen       | Höchstplatzierung | Wochen |
| ------------------------------ | ----------------- | ------ |
| Vereinigte Staaten (Billboard) | 73 (15 Wo.)       | 15     |

### Auszeichnungen für Musikverkäufe
| Land/Region               | Auszeichnungen für Musikverkäufe (Land/Region, Auszeichnung, Verkäufe) | Verkäufe  |
| ------------------------- | ---------------------------------------------------------------------- | --------- |
| Australien (ARIA)         | Gold                                                                   | 35.000    |
| Kanada (MC)               | Platin                                                                 | 80.000    |
| Vereinigte Staaten (RIAA) | 2× Platin                                                              | 2.000.000 |
| Insgesamt                 | 1× Gold · 3× Platin ·                                                  | 2.115.000 |